# جون توماس (لاعب كريكت)
جون توماس (بالإنجليزية: John Thomas)‏ (12 أبريل 1852 في المملكة المتحدة - 29 مايو 1915 في أستراليا) هو لاعب كريكت أسترالي وبريطاني. لعب مع فريق تسمانيا للكريكت.

## وصلات خارجية
- جون توماس على موقع إي آس بي آن كريك إنفو (الإنجليزية)